# ニック・カール
ニコラス・アルバート・"ニック"・カール（Nicholas Alberto "Nick" Carle, 1981年11月23日　- ）は、オーストラリア・シドニー出身の元同国代表サッカー選手、現サッカー指導者。現役時代のポジションはMF。

## 経歴

### クラブ

#### 初期
少年時代はフットサル選手としてプレーし、5つのタイトルを獲得するなど活躍。10代でサッカーに転向し、学校のクラブチームに所属。1996年にビル・ターナーカップで優勝した。
1997年10月5日、15歳の時にシドニー・オリンピックFCでNSLデビュー。このマーコーニ・スタリオンズFC戦では、75分から出場するとアディショナルタイムにゴールを決め勝利に貢献した。フランスのトロワACに短期間在籍した後、母国に戻りマーコーニ・スタリオンズと契約を結んだ。

#### ニューカッスル・ジェッツ
2005年、新たに創設されたAリーグに参加するニューカッスル・ユナイテッド・ジェッツFCへ加入。ここで在籍した2シーズンを攻撃的MFとしてプレーし、ファンから人気を博した。
2006-07シーズンのパフォーマンスが評価されたカールは、優勝チームのメルボルン・ヴィクトリーFCから選出されたダニエル・オールソップ、アーチー・トンプソン, ケヴィン・マスカットを押しのけ、レギュラーシーズン最優秀選手に与えられるジョニー・ウォーレン・メダルを2007年2月に受賞。さらに、第10節のアデレード・ユナイテッドFC戦で相手が70メートルを駆け抜け、20メートルものアウトサイドから左足で決めた決勝ゴール（ちなみに、この数秒前にアデレードはPKを獲得するも失敗していた）が年間最優秀ゴールに選ばれた。また、マスカットを1票差で破り、母国のサッカーサイトが選ぶ最優秀選手にも選ばれた。

#### 国外
2007年、当初はフェネルバフチェSKが興味を示していたが、最終的にオーストラリア代表で同僚のヨシップ・スココがかつて在籍していたスュペル・リグのゲンチレルビルリイSKへ移籍金65万ドル・3年契約で加入 するも家族がトルコでの生活に馴染めなかったため、1年も経たずに退団した。
2008年1月初旬、国際親善試合のナイジェリア戦でのプレーが評価され、移籍金80万ドル・3年半契約でフットボールリーグ・チャンピオンシップのブリストル・シティFCへ移籍。同年にチームはプレーオフ決勝の舞台ウェンブリー・スタジアムに駒を進め、カールも先発出場したが、ハル・シティAFCに0-1で敗れ惜しくも昇格を逃した。
アシュトン・ゲート・スタジアムでの滞在は半年未満と短く終わったものの、ウィガン・アスレティックFCへ去ったベン・ワトソンの後釜としてクリスタル・パレスFCと移籍金100万ポンド・4年契約を結んだ。ニール・ウォーノックの下で移籍初年度はレギュラーとしてプレーしていたが、翌シーズンになるとベンチ暮らしが増えていき、監督がポール・ハートに交代してもその状況は変わらずにいた。2010年5月、引退したスティーヴ・コリカの後釜を探していた母国のシドニーFCがオファー。まだ、2年契約が残っていたものの、チームは放出を決定した。

#### シドニーFC
2010年5月、カールは移籍金195万オーストラリア・ドルでシドニーFCと3年契約を結んだ。移籍初年度は怪我に苦しみ、チームは下から3番目で終わるなど厳しいシーズンを過ごした。2011-12シーズン、2011年10月12日のアデレード戦で勝利を決定づけるゴールを決めるなど、前年に比べはるかに良いパフォーマンスを披露した。
UAEへローン
2012-13シーズン開幕前にUAEのバニーヤースSCへ1年の期間で貸し出された。バニーヤースが買い取らない限り、2013-14シーズンに復帰する契約になっている。
現役引退
2014-15シーズン終了を以てクラブを退団し、2016年7月に現役を引退。半年間膝の負傷と闘った末の表明であった。引退後はクラブに戻り、アカデミー部門のコーチングスタッフとなることも併せて発表された。

### 代表
U-17でキャリアを開始すると、U-20の時に2001 FIFAワールドユース選手権に出場した。また、U-23でもプレーしたがアテネオリンピックのメンバーには選ばれなかった。
2004年、ベネズエラ戦で84分にデイヴィッド・ズドリリッチに代わり出場し、A代表デビューをした。しかし、この試合以降はフランク・ファリーナ監督に呼ばれることはなく、フース・ヒディンクに交代しても同様だった。2006 FIFAワールドカップ後にグラハム・アーノルドが就任すると、2006-07シーズンのパフォーマスが認められ久しぶりに招集され、2007年3月の中国戦で途中出場し、3年ぶりにピッチに立った。また、同年6月のウルグアイ戦も出場した。
アーノルド監督にAFCアジアカップ2007のメンバーに選ばれると、グループリーグの出番はなかったものの、ベスト8の日本戦で後半から出場。PK戦ではキッカーを務め役目を果たすもチームは敗退した。
2007年11月18日、ロンドンのクレイヴン・コテージで行われたナイジェリア戦で初先発し、デヴィッド・カーニーと共に出色の出来だった。ピム・ファーベークが監督に就任すると出場機会は限られ、2010 FIFAワールドカップの最初の30人のリストには掲載されたが、最終的にメンバーから漏れた。

## タイトル
- ジョニー・ウォーレン・メダル : 2006-07
- Aリーグ最優秀ゴール賞 : 2006-07